# İsmail Hacıoğlu
İsmail Hacıoğlu (nacido el 30 de noviembre de 1985 en Estambul) es un actor de series de televisión y cine turco.

## Carrera profesional
Comenzó a actuar en obras de teatro cuando estaba en el quinto grado de la escuela primaria y continuó en el Departamento de Teatro del Centro de Arte Müjdat Gezen. También hizo teatro durante dos temporadas. Ganó el Departamento de Teatro del Conservatorio Estatal de la Universidad Mimar Sinan. Sin embargo, dejó en el primer grado. Interpretó un papel en una obra de teatro llamada Dokuz Months Last Day.

## Vida privada
Hacıoğlu se casó con la también actriz Vildan Atasever en 2010. La pareja se terminó divorciando el 21 de enero de 2015.
Hacıoğlu se casó con Duygu Kaya Kumarki el 5 de febrero de 2016. La pareja tuvo una hija llamada Yemin. Kumarki y Hacıoğlu se divorciaron en julio de 2020.
En septiembre de 2022 haría publica su relación sentimental con la actriz Aslıhan Gürbüz.

## Premios
- dieciséis. Premios Sadri Alışık "Mejor actor del año" Chacal (película) - Erhan Kozan
- 40 Festival de Cine de la Naranja Dorada de Antalya Encuentro de "jóvenes actores prometedores" (película) - Ömer Kavur

Premio IMGD al Mejor Actor 2018 Premios Ayla Film Kemal Sunal y Premios de la Asociación de Personas con Discapacidad Ayla film 2018 15 Festival de Cine de Ankara mehmet emin land encuentro de actor masculino prometedor 2003 11. ÇASOD prometedor mejor jugador encuentro 2009 20. Festival de Cine de Ankara Mejor actor de reparto Tres manzanas cayeron del cielo 2011

## Obras de teatro
- Nueve meses último día : Sermiyan Midyat - Teatro de producción de Aysa

## Filmografía

### Cine
- 2001 - Deséame suerte - Çağlar
- 2003 - Encuentro - Osman
- 2005 - Dile a Estambul - Fiko
- 2006 - Examen - Mert
- 2007 - Matón - Murat
- 2008 - Adiós Guzin - Serkan
- 2009 - Gobernador - Sarp Uçar
- 2009 - 3 manzanas cayeron del cielo - Ali
- 2009 - Niños de otros barrios - Veysel
- 2009 - Un momento eterno - Volkan
- 2010 - Chacal - Parecido
- 2011 - Ser italiano con la Signora Enrica - Ekin
- 2013 - Meryem - Murat
- 2015 - Un amor sin fin - Volkan
- 2015 - Jaula - Mehmet Sipahi
- 2017 - Ayla - Süleyman Dilbirliği (juventud)
- 2019 - Hércules de bolsillo: Naim Süleymanoğlu - Mehmet Tunç
- 2019 - Amor inconsciente - Yusuf
- 2022 - Intersección: Me alegro de tenerte Eren - Suboficial de Gendarmería Sargento mayor Ferhat Gedik

### Televisión
- Mi entrenador (2002)
- Un cuento de Estambul (2003-2005)
- Comadreja blanca (2005-2007)
- Tienda de comestibles Fly (2007)
- Voces nocturnas (2008)
- Duda (2011)
- Cárcel (2011)
- Bofetada otomana (2013)
- Zeyrek y Quarter (2015)
- No registrado (2017)
- Mehmetçik Kut'ül Amare (2018)
- Niño (2019-2020)
- Fénix (2020)
- Prisionero (2021-presente)

### Internet
- Vacío (2021)